# Kunrader kalk

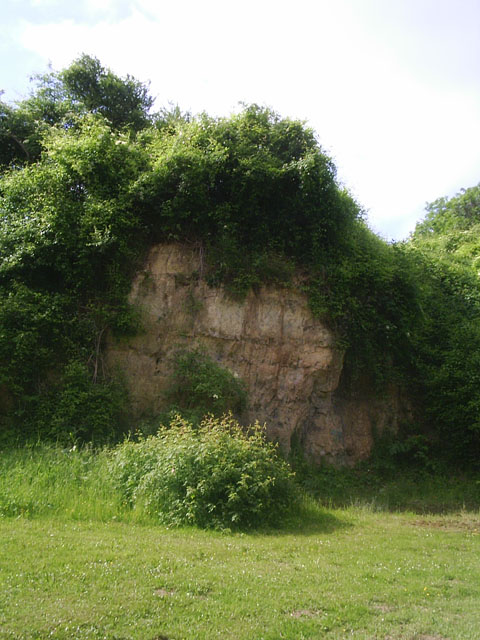
In onbruik geraakte steengroeve Midweg.

De Kunradersteen, Kunrader Kalk, Kundersteen of Kalk van Kunrade is een geelgrijze kalksteen, die het onderste gedeelte vormt van de geologische formatie van Maastricht. Het gesteente lijkt qua uiterlijk veel op krijtgesteente of "Limburgse mergel", dat iets zuidelijker, in het Mergelland, gedolven wordt, maar Kunradersteen is veel harder.

## Gebied
De Kunrader Kalk wordt gevonden bij Kunrade, en dagzoomt in de heuvels van Zuid-Limburg (Nederland) in het gebied van het Plateau van Ubachsberg. De kalksteen komt in het gebied tussen Schin op Geul, Kunrade, Simpelveld, ten zuidwesten van Bocholtz, tot aan Aken, ten noorden van Orsbach, ten noorden van Nijswiller, ten noorden van Wahlwiller en ten noordoosten van Wijlre (dicht) aan de oppervlakte. Aan de noordzijde wordt dit begrensd door de Kunraderbreuk. Ten noorden van de Kunraderbreuk ligt de kalksteen ongeveer zestig meter dieper dan aan de zuidzijde van de breuk. Tussen de Kunraderbreuk en de daar noordoostelijk van gelegen Benzenraderbreuk komt de kalksteen enkel in een klein gebied dicht aan het oppervlak, namelijk bij Kunrade en Welten. Ten noordoosten van de Benzenraderbreuk komt er geen Kunrader kalksteen aan de oppervlakte en ligt de kalksteenlaag uit het Krijt onder een dikke laag afzettingen uit het Tertiair.
De kalksteen wordt ook aangetroffen op de westelijke hellingen van het Geuldal tussen Gulpen en Oud-Valkenburg. Van het meest westelijke gebied waar deze kalksteen (dicht) aan het oppervlak komt wordt dit aan de noordzijde begrensd door de Schin op Geulbreuk. In de Zuid-Limburgse ondergrond gaat van het westen richting het oosten de Maastrichtse kalksteen geleidelijk over in Kunrader kalksteen. Deze overgang is in de Groeve Kasteel Oost en Groeve bij de Drie Beeldjes goed te zien doordat vuursteenbanken hier vrijwel verdwenen zijn en de harde en zachte kalksteenlagen reeds zwak zichtbaar zijn. De kalksteen in dit overgangsgebied wordt Schaelsberg kalksteen genoemd.

## Lithologie
De Kunrader Kalk is een kalkhoudende areniet, die een goed ontwikkelde gelaagdheid heeft als gevolg van een afwisseling van harde zandige en zachte, krijtrijke lagen. Sporadisch komen kleiige of organische laagjes of vuursteen-concreties (vaak als gevolg van bioturbatie) voor. De Kunrader Kalk kan een tot 20 meter dik pakket vormen. De ouderdom van de Kunrader Kalk is Vroeg-Maastrichtien (rond 70 miljoen jaar).
In het Laat-Krijt was heel Zuid-Limburg overstroomd door de Krijtzee. In deze tropische zee leefden veel planten en dieren die nu uitgestorven zijn. Krijtgesteente bestaat uit de skeletjes van plankton. In de Krijtzee leefden ook grote dieren zoals de tien meter lange Mosasaurus.
Kunrader Kalksteen is harder dan het meeste krijtgesteente, omdat het zand bevat.
De typelocatie van de Kunrader kalk is de Kunderberg met Groeve Kunderberg bij Voerendaal.

## Groeves

### Steengroeve
De Kunradersteengroeve bevindt zich aan de Bergseweg 30. Deze werd geopend in 1902 en fungeerde aanvankelijk als kalkbranderij en steengroeve. In 1968 werd de groeve gesloten, mede omdat de Rijksweg 79 over het terrein werd aangelegd. In deze tijd werd minder gebouwd in natuursteen en Kunrader steen werd als ouderwets gezien.
Het bedrijf werd een handel in natuursteen. Met name Kunrader steen van sloopwerken werd verhandeld om in restauratiewerken hergebruikt te worden. De vraag, ook naar Kunrader steen voor nieuwe gebouwen, werd uiteindelijk echter groter dan het aanbod, en einde 2012 startte men met een nieuwe, kleinschalige groeve. In het bedrijf zijn rondleidingen mogelijk.

### Andere groeves
Groeves waar deze kalksteen in het verleden ook gewonnen werd zijn onder andere Groeve Moonen, Groeve Midweg, Groeve Putberg op de Putberg, Groeve De Keverberg op de Keverberg en de Groeve Kunderberg.

## Benamingen
Aanvankelijk had de naam ‘Kunradersteen’ geen andere betekenis dan 'de kalksteen die bij Kunrade voorkomt'. Zo bestonden ook de namen: Krouberger-steen, Ransdalersteen, Simpelveldersteen, Vetschauersteen en vele anderen. Toen men zich in het begin van de vorige eeuw bezig ging houden met de stratigrafie, kreeg een deel van deze namen een andere betekenis. Kalkstenen waarvan men aannam dat ze tot hetzelfde laagpakket behoorden als de kalksteen die gevonden werd omtrent Kunrade hoorde vanaf dat moment, ongeacht de plaats waar ze aangetroffen werden, tot de formatie van Kunrade.

### Craubeekersteen
In het iets westelijker gelegen gehucht Craubeek (bij Klimmen) wordt dezelfde steensoort gevonden, maar wordt hier Craubeekersteen genoemd.

### Bocholtzer Kalksteen
In het iets oostelijker gelegen dorp Bocholtz werd dezelfde (zelfs iets hardere) steensoort gevonden, maar deze wordt hier Bocholtzer en soms Vetschauer kalksteen genoemd. Vetschau is een gehucht (in Duitsland), wat oostelijker gelegen van Bocholtz, waar zich op de plek van een kalkgroeve thans een molen (zonder wieken) bevindt. Vrijwel alle boerderijen in Vetschau en omgeving, dat geldt uiteraard ook voor Bocholtz (Nederland) zijn gebouwd met Bocholtzer of Vetschauer kalksteen. In Bocholtz werd deze kalksteen gewonnen uit drie verschillende plekken in de Vlengendaal, een gehucht iets ten zuidoosten van de kern van Bocholtz. Tijdens de Romeinse tijd werd de Romeinse villa Bocholtz-Vlengendaal al gebouwd met deze steensoort.

## Toepassing
Het is in het verleden veel gebruikt als bouwmateriaal. Kunrader Kalksteen is gebruikt in vele boerderijen, kastelen en kerkgebouwen, waaronder de Sint-Lambertuskerk in Maastricht en de Steentjeskerk in Eindhoven. Tegenwoordig wordt Kunrader Kalksteen zowel voor de restauratie van oude bouwwerken gebruikt die er oorspronkelijk uit opgetrokken zijn, alsook voor nieuwbouw en landschapsinrichting.
Enkele gebouwen (deels) opgetrokken in Kunrader kalksteen zijn:
- deels de Basiliek van de H.H. Wiro, Plechelmus en Otgerus in Sint Odiliënberg
- Hoeve de Daal bij Benzenrade
- speklagen van Kasteel De Bongard in Bocholtz
- deels de Sint-Bernarduskerk in Ubachsberg
- Sint-Dionysiuskerk in Nijswiller
- deels de Sint-Lambertuskerk in Maastricht
- absis van de Sint-Lambertuskapel in Reuver
- Sint-Laurentiuskerk in Voerendaal
- Mariakapel in Broekhem[6]
- Mariakapel in Schoonbron[7]
- Sint-Martinuskerk in Welten (Heerlen)
- deels de Sint-Mauritiuskerk in Schin op Geul
- onderbouw van de Sint-Monulphus en Gondulphuskerk in Berg
- deels de Sint-Pancratiuskerk in Heerlen
- deels de Sint-Remigiuskerk in Klimmen
- Sint-Remigiuskerk in Simpelveld
- Sint-Theresiakerk in Maastricht
- Sint-Theresiakerk in Ransdaal
- Waterpompstation Craubeek